# Основные гидроксиды
Осно́вные гидрокси́ды — это сложные вещества, которые состоят из атомов металла или иона аммония и гидроксогруппы (—OH) и в водном растворе диссоциируют с образованием анионов ОН− и катионов. Название основания обычно состоит из двух слов: слова «гидроксид» и названия металла в родительном падеже (или слова «аммония»). Хорошо растворимые в воде основания называются щелочами.

## Получение

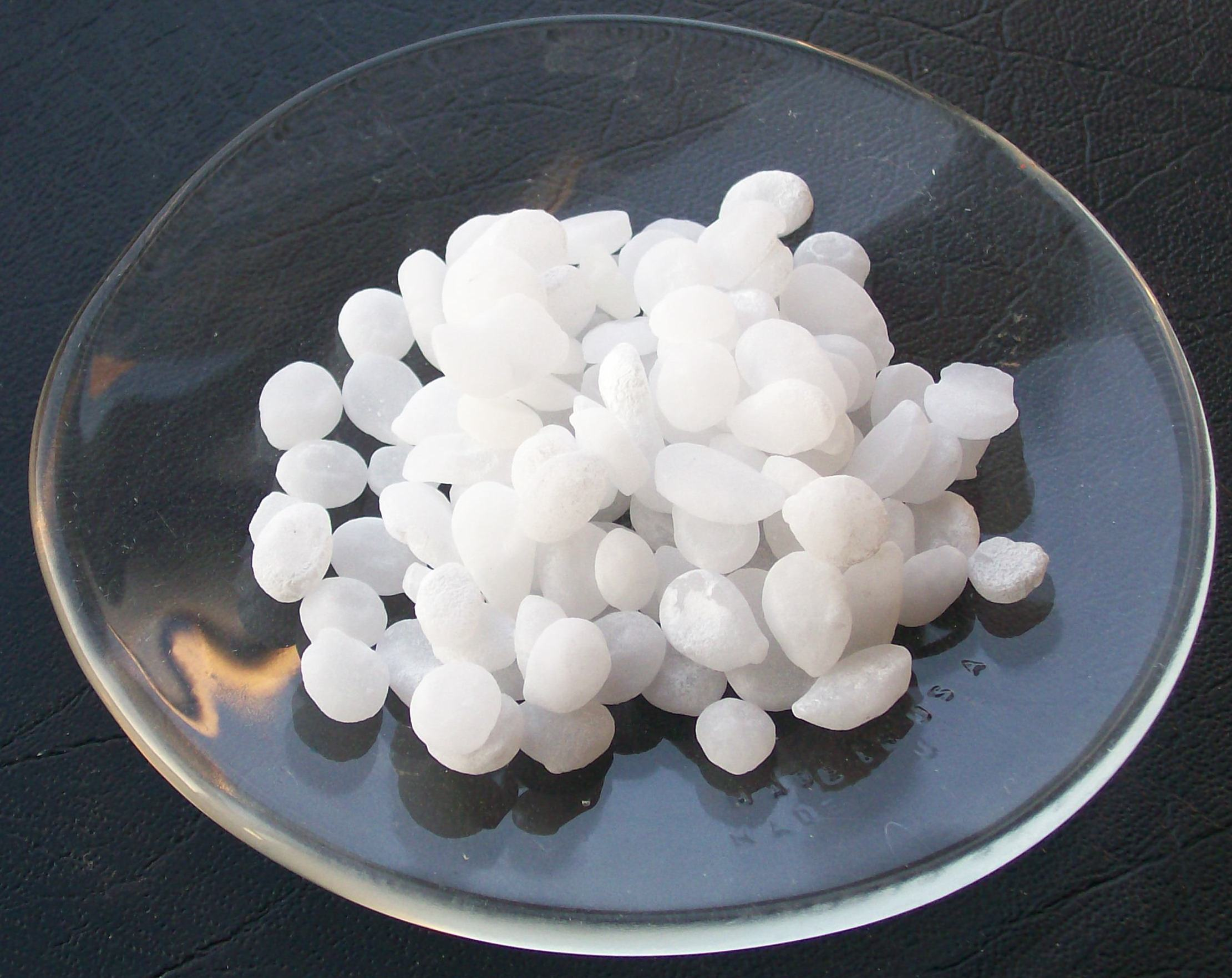
Гранулы гидроксида натрия

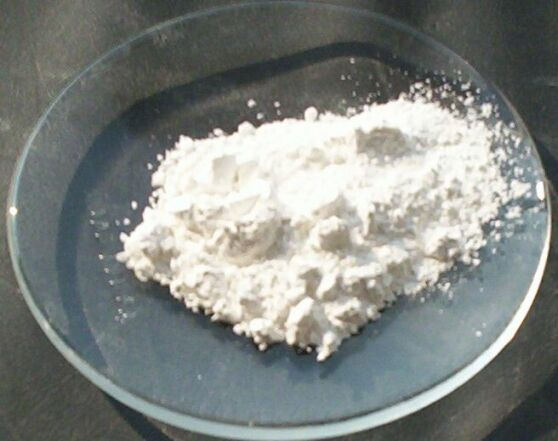
Гидроксид кальция

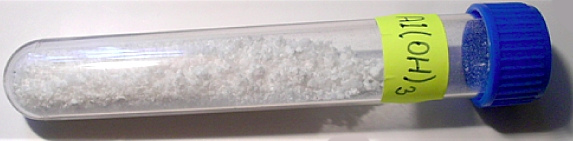
Гидроксид алюминия

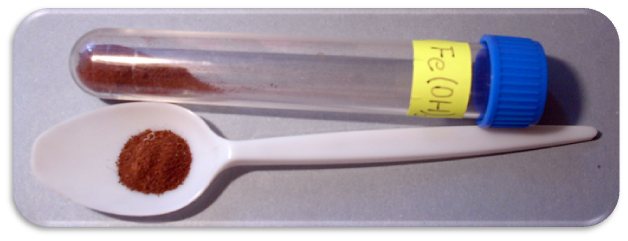
Метагидроксид железа

- Взаимодействие сильноосновного оксида с водой позволяет получить сильное основание или щёлочь.
{\displaystyle {\mathsf {CaO+H_{2}O\ {\xrightarrow {}}\ Ca(OH)_{2}}}}
Слабоосновные и амфотерные оксиды с водой не реагируют, поэтому соответствующие им гидроксиды таким способом получить нельзя.
- Гидроксиды малоактивных металлов получают при добавлении щелочи к растворам соответствующих солей. Так как растворимость слабоосновных гидроксидов в воде очень мала, гидроксид выпадает из раствора в виде студнеобразной массы.
{\displaystyle {\mathsf {CuSO_{4}+2NaOH\ {\xrightarrow {}}\ Cu(OH)_{2}\downarrow +Na_{2}SO_{4}}}}
- Также основание можно получить при взаимодействии щелочного или щелочноземельного металла с водой.
{\displaystyle {\mathsf {Ca+2H_{2}O\ {\xrightarrow {}}\ Ca(OH)_{2}+H_{2}\uparrow }}}
- Гидроксиды щелочных металлов в промышленности получают электролизом водных растворов солей:
{\displaystyle {\mathsf {2NaCl+2H_{2}O\ {\xrightarrow {e^{-}}}\ 2NaOH+H_{2}\uparrow +Cl_{2}\uparrow }}}
- Некоторые основания можно получить реакциями обмена:
{\displaystyle {\mathsf {Li_{2}SO_{4}+Ba(OH)_{2}\ {\xrightarrow {}}\ 2LiOH+BaSO_{4}\downarrow }}}
- Основания металлов встречаются в природе в виде минералов, например: гидраргиллита Al(OH)3, брусита Mg(OH)2.

## Классификация
Основания классифицируются по ряду признаков.
- По растворимости в воде.
  - Растворимые основания (щёлочи): гидроксид лития LiOH, гидроксид натрия NaOH, гидроксид калия KOH, гидроксид бария Ba(OH)2, гидроксид стронция Sr(OH)2, гидроксид цезия CsOH, гидроксид рубидия RbOH, гидроксид таллия TlOH, гидроксид кальция Ca(OH)2
  - Практически нерастворимые основания: Mg(OH)2, , Zn(OH)2, Cu(OH)2, Al(OH)3, Fe(OH)3, Be(OH)2.
  - Другие основания: NH3·H2O

Деление на растворимые и нерастворимые основания практически полностью совпадает с делением на сильные и слабые основания, или гидроксиды металлов и переходных элементов. Исключение составляет гидроксид лития LiOH, хорошо растворимый в воде, но являющийся слабым основанием.
- По количеству гидроксильных групп в молекуле.
  - Однокислотные (гидроксид натрия NaOH)
  - Двукислотные (гидроксид меди(II) Cu(OH)2)
  - Трехкислотные (гидроксид железа(III) Fe(OH)3)
- По летучести.
  - Летучие: NH3, CH3-NH2
  - Нелетучие: щёлочи, нерастворимые основания.
- По стабильности.
  - Стабильные: гидроксид натрия NaOH, гидроксид бария Ba(OH)2
  - Нестабильные: гидроксид аммония NH3·H2O (гидрат аммиака).
- По степени электролитической диссоциации.
  - Сильные (α > 30 %): щёлочи.
  - Слабые (α < 3 %): нерастворимые основания.
- По наличию кислорода.
  - Кислородсодержащие: гидроксид калия KOH, гидроксид стронция Sr(OH)2
  - Бескислородные: аммиак NH3, амины.
- По типу соединения:
  - Неорганические основания: содержат одну или несколько групп -OH.
  - Органические основания: органические соединения, являющиеся акцепторами протонов: амины, амидины и другие соединения.

## Номенклатура
По номенклатуре IUPAC неорганические соединения, содержащие группы -OH, называются гидроксидами. Примеры систематических названий гидроксидов:
- NaOH — гидроксид натрия
- TlOH — гидроксид таллия(I)
- Fe(OH)2 — гидроксид железа(II)

Если в соединении есть оксидные и гидроксидные анионы одновременно, то в названиях используются числовые приставки:
- TiO(OH)2 — дигидроксид-оксид титана
- MoO(OH)3 — тригидроксид-оксид молибдена

Для соединений, содержащих группу O(OH), используют традиционные названия с приставкой мета-:
- AlO(OH) — метагидроксид алюминия
- CrO(OH) — метагидроксид хрома

Для оксидов, гидратированных неопределённым числом молекул воды, например Tl2O3•n H2O, недопустимо писать формулы типа Tl(OH)3. Называть такие соединениями гидроксидами также не рекомендуется. Примеры названий:
- Tl2O3•n H2O — полигидрат оксида таллия(III)
- MnO2•n H2O — полигидрат оксида марганца(IV)

Особо следует именовать соединение NH3•H2O, которое раньше записывали как NH4OH и которое в водных растворах проявляет свойства основания. Это и подобные соединения следует именовать как гидрат:
- NH3•H2O — гидрат аммиака
- N2H4•H2O — гидрат гидразина

## Химические свойства
- В водных растворах основания диссоциируют, что изменяет ионное равновесие:

{\displaystyle {\mathsf {NaOH\ \rightleftarrows \ Na^{+}+OH^{-}}}}
это изменение проявляется в цветах некоторых кислотно-основных индикаторов:
- лакмус становится синим,
- метилоранж — жёлтым,
- фенолфталеин приобретает цвет фуксии.

- При взаимодействии с кислотой происходит реакция нейтрализации и образуется соль и вода:

{\displaystyle {\mathsf {NaOH+HCl\ {\xrightarrow {}}\ NaCl+H_{2}O}}}
Примечание: реакция не идёт, если и кислота и основание слабые.
- При избытке кислоты или основания реакция нейтрализации идёт не до конца и образуются кислые или осно́вные соли, соответственно:

{\displaystyle {\mathsf {NaOH+H_{3}PO_{4}\ {\xrightarrow {}}\ NaH_{2}PO_{4}+H_{2}O}}}
{\displaystyle {\mathsf {2Cu(OH)_{2}+H_{2}CO_{3}\ {\xrightarrow {}}\ (CuOH)_{2}CO_{3}+2H_{2}O}}}
- Амфотерные основания могут реагировать с щелочами с образованием гидроксокомплексов:

{\displaystyle {\mathsf {Zn(OH)_{2}+2KOH\ {\xrightarrow {}}\ K_{2}[Zn(OH)_{4}]}}}
- Основания реагируют с кислотными или амфотерными оксидами с образованием солей:

{\displaystyle {\mathsf {2NaOH+SiO_{2}\ {\xrightarrow {}}\ Na_{2}SiO_{3}+H_{2}O}}}
{\displaystyle {\mathsf {2NaOH+Al_{2}O_{3}\ {\xrightarrow {}}\ 2NaAlO_{2}+H_{2}O}}}
- Основания вступают в обменные реакции (реагируют с растворами солей):

{\displaystyle {\mathsf {Ba(OH)_{2}+Na_{2}SO_{4}\ {\xrightarrow {}}\ 2NaOH+BaSO_{4}\downarrow }}}
- Слабые и нерастворимые основания при нагреве разлагаются на оксид и воду:

{\displaystyle {\mathsf {Cu(OH)_{2}\ {\xrightarrow {T}}\ CuO+H_{2}O}}}
Некоторые основания (Cu(I), Ag, Au(I)) разлагаются уже при комнатной температуре.
- Основания щелочных металлов (кроме лития) при нагревании плавятся, расплавы являются электролитами.